# Aton-himnusz
Az Aton-himnusz ókori egyiptomi irodalmi alkotás, az ókor egyik legjelentősebb irodalmi műve, melynek szerzője feltehetőleg Ehnaton fáraó. A himnusz a napistent, Atont dicsőíti, kinek kultuszát Ehnaton megkísérelte kizárólagossá tenni. A szöveg Ay, egy magas rangú tisztségviselő (később fáraó) nem használt sírjának falára vésve maradt fenn Ahet-Aton, az Aton tiszteletére emelt új főváros közelében.
A himnusz Ehnaton egyistenhitének művészi összefoglalása. A hajnalban felkelő napkorong dicséretével kezdődik, és már bevezetésként kijelenti, hogy a Nap a teremtő Isten. Ezután a sötétség, az éjszaka borzalmait részletezi a mű („a földre a halál sötétsége borul”), majd ezzel éles ellentétbe helyezve a következő szakasz ismét a napfelkeltét írja le, és azt, hogy a nap sugaraitól minden életre kel („Ragyogóvá válik a föld, amikor megjelensz a horizonton”). Hosszan részletezi a himnusz, hogy Aton ad életet mindennek a földön, a vízben, az egész természetben, még az ég madarainak is. Az előző szakasz komor mozdulatlanságát mozgalmasság, élet váltja fel.
Az ezt követő szakasz az egész világ teremtőjeként írja le Atont, ami az ókori világban szokatlan univerzális istenképet vetít elénk: Aton nemcsak saját népe, az egyiptomiak teremtője, hanem az egész emberiségé. Az ezutáni két szakasz Aton művének tulajdonítja a Nílus áradását (a reformok előtt erről úgy tartották, Ízisz könnyei okozzák), valamint az évszakok váltakozását.
A következő szakaszban a fókusz távolodni kezd a Földtől („megteremtetted a távoli eget, hogy benne ragyogj, és láss mindent, mit létrehoztál”), és utal a hívek hódolatára („minden szem Téged figyel, a nappali korongot”). A befejező rész ismét összeköti az eget és földet, mégpedig a fáraó személyével, akinek a vallás tanítása szerint az emberiség és Aton közti közvetítő szerep jutott ("énrajtam kívül más nem is ismer,
csak Noferheperuré Waenré, a fiad"). Itt a himnusz főbb témáinak rövid felidézéseként ismét hangsúlyozza Aton teremtő hatalmát és az istennek az élet minden területére kiterjedő jelentőségét, majd Ehnaton uralkodói nevével (Noferhepruré-waenré) és címeinek felsorolásával, valamint Nofertiti említésével zárul a mű.
Az Aton-himnusz erős hatással lehetett a Bibliában szereplő 104. zsoltárra, melynek szövege nagyban hasonlít a naphimnuszra. Szintén nagyban hasonlít rá a Hunefer-papiruszon fennmaradt Ré-himnusz és a jóval korábbi sumér eposz, a Lugalbanda a Hegység homályában egy része.